# 6869 Funada
6869 Funada este un asteroid din centura principală de asteroizi.

## Descriere
6869 Funada este un asteroid din centura principală de asteroizi. A fost descoperit pe 2 mai 1992 la Kitami de Kin Endate și Kazuro Watanabe. El prezintă o orbită caracterizată de o semiaxă mare de 3,19 ua, o excentricitate de 0,05 și o înclinație de 17,0° în raport cu ecliptica.